# Jeux des petits États d'Europe 1995
Navigation
Malte 1993 Islande 1997
Les Jeux des petits États d'Europe 1995, également connus comme les VIe Jeux des petits États d'Europe ont eu lieu dans la ville de Luxembourg et les environs.

## Sports
10 sports sont présents lors de ces Jeux.
- Athlétisme (détails)
- Basket-ball (détails)
- Cyclisme (détails)
- Gymnastique (détails)
- Judo (détails)
- Tir (détails)
- Natation (détails)
- Tennis de table (détails)
- Tennis (détails)
- Volley-ball (détails)

## Tableau des médailles
Légende
- Pays hôte

| Rang | Nation        | Or | Argent | Bronze | Total |
| ---- | ------------- | -- | ------ | ------ | ----- |
| 1    | Islande       | 33 | 17     | 28     | 78    |
| 2    | Chypre        | 22 | 25     | 22     | 69    |
| 3    | Luxembourg    | 20 | 26     | 12     | 58    |
| 4    | Liechtenstein | 5  | 2      | 1      | 8     |
| 5    | Monaco        | 3  | 4      | 17     | 24    |
| 6    | Andorre       | 2  | 5      | 8      | 15    |
| 7    | Saint-Marin   | 2  | 5      | 2      | 9     |
| 8    | Malte         | 1  | 4      | 7      | 12    |
|      | Total         | 88 | 88     | 97     | 273   |